# Zello
Zello — американская программная компания, основанная в 2011 году и расположенная в Остине, штат Техас. Численность сотрудников — 41 человек.

## История компании
Алексей Гаврилов,  бывший петербургский программист, разработал продукт, который изначально называется Loudtalks. О нём было объявлено на «TechCrunch-40: Мобильная и конференц-связь» 17 сентября 2007 года.

Мы приобрели Loudtalks-технологии, произвели ребрендинг, переехали с командой разработчиков в Остин, добавили приложения и объявили (об этом) 20 июня 2012 года.
Генеральный директор — Билл Мур; Алексей Гаврилов — технический директор; Вероника Заславская — операционный директор Zello Russia.

## Продукция
Наиболее известный продукт Zello — одноимённая интернет-рация (программа), которая разработана Алексеем Гавриловым, — ныне техническим директором Zello.
Персональная мобильная рация Zello представляет собой сетевое приложение класса Push-To-Talk (PTT) рации для частных потребителей и для бизнеса.
Версии доступны для мобильных аппаратов на базе Андроид, iOS, BlackBerry, Windows Mobile, ПК с Windows.
Рация Zello бесплатна; бизнес-версия приложения ZelloWork бесплатна до 5 пользователей.

## ZelloWork
ZelloWork - это мобильное приложение для обеспечения корпоративной защищённой связи в режиме IP-рации. Технология связи PTT (Push To Talk), обеспечивает конфиденциальную групповую голосовую связь до 6000 абонентов одновременно.
Основной принцип работы аналогичен радиостанциям CB и FM диапазона, включает все преимущества традиционных радиостанций и имеет ряд преимуществ мобильного решения.
Применяется в диспетчерских службах, службах быстрого реагирования, транспортных компаниях, службах доставки, охранных структурах, складских компаниях, нефтегазовых компаниях, службах такси и других отраслях.
Приоритетный аварийный канал специально создан для спасения жизней сотрудников и собственности компании. Сообщение попавшего в чрезвычайную ситуацию сотрудника перекрывает все остальные переговоры, в канал автоматически отправляются координаты.
К ZelloWork можно подключить сети традиционных радиостанций любых стандартов и производителей. Это позволяет объединить географически распределенные сегменты радиосети в единую сеть, контролировать и участвовать в радиопереговорах со своего смартфона.

## Применение на протестах
- Впервые новость о практическом массовом использовании программного продукта Zello появилась в июне 2013 года, когда турецкие протестующие использовали его, чтобы обойти правительственную цензуру[4]; «в результате мы были в топе самых скачиваемых приложений в Турции в первую неделю июня 2013 года»[5].
- В феврале 2014 года Zello был заблокирован оператором CANTV в Венесуэле.

Мы выдали обходные пути и создали соответствующие исправления, чтобы преодолеть блокировку для поддержки около 600 000 венесуэльских пользователей, которые уже скачали приложение, чтобы общаться друг с другом в обстановке протестов

Zello «был одним из самых скачиваемых приложений на Украине и в Венесуэле».
- По информации главы исполнительного комитета Региональной антитеррористической структуры (РАТС) ШОС, группы боевиков, которые планировали теракты на территории России, получали указания из Турции и стран Ближнего Востока через мессенджер Telegram и приложение-рацию Zello[8].

### Блокирование в России
Zello предоставляет услугу электронной рации для мобильных телефонов, которую активно использовали протестующие дальнобойщики. В России компания имела 400 000 клиентов.
В апреле 2017 года Роскомнадзор потребовал от Zello за 3 дня привести свою деятельность в соответствие с законом «Об информации, информационных технологиях и о защите информации», угрожая интернет-блокировкой. 10 апреля Роскомнадзор начал блокировку сайта компании и её приложения.
«Требования закона, на основании которого Роскомнадзор блокирует Zello, не могут быть выполнены, поэтому мы планируем в оставшееся время продолжать информировать наших пользователей о способах подключения к сервису в условиях блокировки, а также об альтернативных сервисах, которые они могут использовать, чтобы продолжить общаться», — рассказала представитель компании Вероника Заславская.
11 апреля 2018 года в России началась полномасштабная блокировка приложения Zello.
6 марта 2022 года Роскомнадзор обещал полностью заблокировать Zello на территории России в связи с протестами против вторжения российских войск на Украину.

## Технические особенности
Программа Zello действует как замена традиционных раций, предлагая также дополнительную функциональность: история сообщений, повтор сообщений из истории; уведомления и поддержка Bluetooth-устройств.
Zello работает через сети 2G-, 4G-, 3G- и GPRS/EDGE-сети.
Мобильная рация Zello являет собой, как заявил американский сенатор Тед Круз:

«прямой сервис обмена сообщениями, который позволяет пользователям свободно общаться либо в частном порядке с физическими лицами или по открытым каналам, которые могут поддерживать сотни тысяч пользователей».
Это позволяет людям пользоваться сотовыми телефонами и компьютерами по всему миру, как рациями.
Пользователи сети Zello могут создавать каналы и отдать контроль другим пользователям сети Zello, назначив их модераторами канала. Обозреватель технологий газеты The New York Times Дэвид Пог описывает каналы мобильной рации zello:

Как и большинство лучших приложений, мобильная рация Zello позволяет Вам создавать группы, так что вы можете создать что-то вроде приватной линии, телефонный звонок среди группы (или сотни) друзей или сотрудников.
Как только канал создан, он может появиться в «Трендовом» списке и авторы могут назначать дополнительных модераторов, чтобы сохранить свои созданные каналы безопасными. Всё это доступно для Android, iOS, Windows Phone и BlackBerry, но также можно осуществлять доступ и с PC-компьютеров под Windows, с помощью «Zello для Windows PC» («Zello for Windows PC»).
Русскоязычные открытые каналы наиболее активны в вечернее и дневное время Москвы. По нескольким из них общение идет почти круглосуточно.